# 静岡鉄道クモハ350形電車
静岡鉄道クモハ350形電車（しずおかてつどうクモハ350がたでんしゃ）は、かつて静岡鉄道に在籍した通勤形電車。自社長沼工場で新製された一連の「静鉄形電車」として最後に登場した形式である。後年、本形式は日立電鉄へ譲渡され、同社クモハ350形として1994年（平成6年）まで在籍した。

## 概要
1968年（昭和43年）にクモハ351-クモハ352の2両1編成が自社長沼工場で新製された。車体外観は前年度に新製された300形に酷似しているが、本形式は従来車の主要機器を流用した全電動車編成の吊り掛け駆動車であり、性能的には100形と同一であった。

### 車両概要
片運転台構造の全鋼製車で、窓配置・各部寸法を含めた基本的な仕様は300形と同様であるが、当初より正面非貫通構造とされた点が異なっていた。正面3枚窓のうち左右の窓幅が狭く、これは300形302・303編成の仕様を踏襲したものである。また、側窓は300形と同様の上段固定下段上昇式のユニットサッシであるが、300形では上下段の割合が1:1であったのに対し、本形式では通気性改善のため下段窓の割合が増やされて開口部面積を増加させている。なお、車体塗装は当初ローズレッドとクリーム色のツートンカラーであった。
主要機器は18形18・19のものを流用しており、カルダン駆動の新性能車であった300形と比較すると性能的に見劣りする仕様であった。主電動機は東洋電機製造製TDK31SN型、台車は住友金属工業製の帯鋼リベット組立型釣り合い梁式KS33型である。ただし制御器のみは種車が手動加速制御車（HL制御車）であったことから新製され、東洋製ES584A型電動カム軸自動加速制御器を搭載する。前述のように本形式は全電動車方式を採っていたことからパンタグラフは各車に搭載しているが、各車の連結面寄りに隣り合わせで搭載するという100形最終増備編成（クモハ109-クモハ110）の仕様を踏襲したものとなっている。

## その後の経緯

### 各種改造等
1000形登場に際して、300形が車体塗装を同系列のステンレス車体に合わせた銀色一色に変更され、程なく青帯が追加された。本系列も数年遅れたが同一の塗装に変更された。。また、静岡清水線におけるワンマン運転開始に伴い、1975年（昭和50年）に本形式もバックミラー新設等ワンマン運転対応化工事が施工された。同時期には300形同様標識灯が角型ケースのものに交換されているが、300形302・303編成に施工された正面窓拡幅は本形式には施工されず、また300形に設置されていた正面中央窓下の種別板受けは、本形式には当初から設置されていなかった。
100形全廃後は静鉄に残る最後の吊り掛け駆動車であった本形式は、走行性能が1000形・300形よりも劣ることから、その晩年は主に朝夕ラッシュ時に稼動するのみとなっていた。そして1984年（昭和59年）に増備された1000形1011編成導入に伴い、同年10月に廃車となり、日立電鉄に譲渡されることとなった。

### 日立電鉄譲渡後

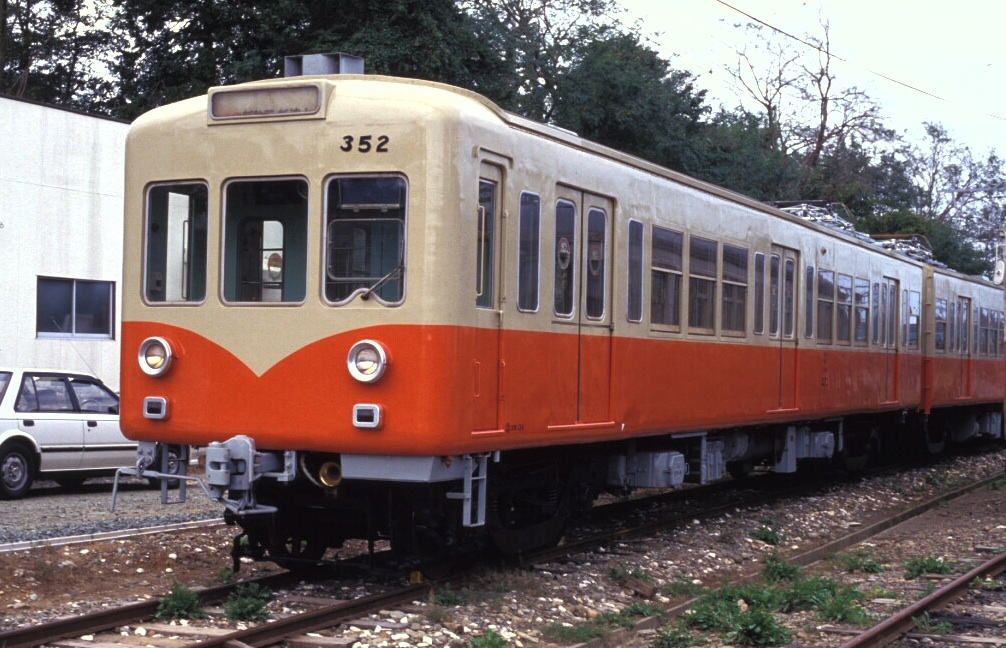
日立電鉄 クモハ352

1984年（昭和59年）10月に竣工し営業運転を開始した。入線に際してはワンマン運転関連機器を撤去した程度で、その他は銀色に青という車体塗装を含めて静鉄在籍当時の仕様のまま使用されていた。なお、本形式に先んじて日立電鉄へ譲渡されていた100形と同じく、本形式も片方の車両をクハ代用として1M1T編成で使用された。
車体塗装は1987年（昭和62年）に当時の日立電鉄の標準塗装であるオレンジとクリームのツートンカラーに変更されたが、その他は手を加えられることもなく、収容力の大きさを生かして主に朝夕ラッシュ時の車掌乗務列車で運用された。しかし、本形式は軽量車体と外板の薄さが災いして経年の割に車体の老朽化が進行していたことに加え、主要機器の大半が高経年の流用品で占められていたことから保守に難をきたすようになり、2000系に代替されて1994年（平成6年）4月15日付で廃車となった。廃車後は2両揃って日立市内の個人に売却され、農機具倉庫として再利用されている。クモハ351は後に解体された。